# British 2nd Armoured Division
British 2nd Armoured Division sattes upp i Storbritannien den 15 december 1939. Divisionen kom att upplösas den 10 maj 1941 då en stor del av divisionen (divisionens HQ, pansarbrigad samt underhållstrupper) tillfångatogs av tyska trupper Mechili i Libyen.

## Enheter
Divisionens uppbyggnad i mars 1941:
- Divisionstrupper
  - 1st King's Dragoon Guards
  - 2nd Armoured Division Signals
  - D Bty, 3rd Royal Horse Artillery
  - J Bty, 3rd Royal Horse Artillery
  - 143rd Field Park Troop, RE
  - 4th Field Squadron, RE
  - 104th (Essex Yeomanry) Royal Horse Artillery
- 3rd Armoured Brigade
  - 3rd The King's Own Hussars
  - 5th Royal Tank Regiment
  - 6th Royal Tank Regiment
- 2nd Support Group
  - 9th Btn, The Rifle Brigade (tidigare 1 Btn, Tower Hamlets Rifles)
  - 1re Compagnie, 1re Bataillon d'Infanterie de Marin

Enheter knutna till divisionen under denna period:
- 1st Coy, Free French Motor Btn
- 16th Australian Antitank Coy
- 1st Royal Horse Artillery

## Ledning
- 15 december 1939 - 17 april 1940  Generalmajor F.E.Hotblack
- 17 april - 10 maj 1940  Brigadgeneral Charles Norrie
- 10 maj 1940 - 5 januari 1941  Generalmajor J.C.Tilly
- 16 januari - 12 februari 1941  Brigadgeneral H.B.Latham
- 12 februari - 8 april 1941  Generalmajor M.D.Gambier-Parry

## Emblem
Beskrivning
- Divisionens emblem under dess existens var en plym-prydd riddarhjälm. Detta divisionsemblem fördes på divisionens stridsvagnar och övriga fordon, dock osäkert huruvida emblemet fördes på divisionens uniformer.